# Manugur
Manugur là một thị trấn thống kê (census town) của quận Khammam thuộc bang Andhra Pradesh, Ấn Độ.

## Nhân khẩu
Theo điều tra dân số năm 2001 của Ấn Độ, Manugur có dân số 32.539 người. Phái nam chiếm 51% tổng số dân và phái nữ chiếm 49%. Manugur có tỷ lệ 62% biết đọc biết viết, cao hơn tỷ lệ trung bình toàn quốc là 59,5%: tỷ lệ cho phái nam là 72%, và tỷ lệ cho phái nữ là 52%. Tại Manugur, 11% dân số nhỏ hơn 6 tuổi.